# Wasting Love
Wasting Love (с англ. — «Растрачивая любовь») — двадцать четвёртый сингл британской хеви-метал-группы Iron Maiden. Первый сингл группы за всю её историю, содержащий рок-балладу.

## Wasting Love
Сингл был записан в ходе записи альбома Fear of the Dark в 1992 году и является третьим синглом, выпущенным в поддержку альбома. Сингл реализовывался на нескольких носителях: CD-сингл и 7-дюймовый виниловый диск с различным содержанием.  Полноценный CD макси-сингл был выпущен только в Нидерландах и США; вместе с тем был выпущен 7-дюймовый промосингл на виниле в Испании 
Редкая для группы рок-баллада в целом и пока единственная пауэр баллада повествует о растраченных на случайные связи любви и жизни. Песня является продуктом творчества Брюса Дикинсона и Яника Герса; последний же и сыграл в песне гитарное соло.
Официальное видео группы на песню представляет собой видеоряд постановочного выступления группы, перемежающимся любовными сценами с участием главного героя клипа, молодого человека, который набивает на теле имена своих любовниц, и к концу клипа его тело сплошь заполнено именами.

## Сторона B сингла
Макси-сингл, выпущенный на CD, содержит помимо Wasting Love концертные записи трёх песен группы: Tailgunner (с англ. — «Хвостовой стрелок»), Holy Smoke (с англ. — «Святой дым») и The Assassin (с англ. — «Ассассин»). Все песни взяты с альбома No Prayer for the Dying и все записаны на Уэмбли 17 декабря 1990 года.
7" промосинглы, как на виниле, так и на CD содержали две версии песни: радиоверсию (укороченную) и альбомную версию.

## Конверт
На обложке сингла размещён кадр из клипа: игла с тушью в пальцах и грудь молодого человека, на которой наколото имя Салли.

## Список композиций (макси-сингл)
1. Wasting Love (Дикинсон, Герс) — 4:55
2. Tailgunner (Дикинсон, Харрис) — 4:05
3. Holy Smoke (Дикинсон, Харрис) — 3:35
4. The Assassin (Харрис) — 4:25

## Участники
- Брюс Дикинсон — вокал
- Стив Харрис — бас
- Яник Герс — гитара
- Дейв Мюррей — гитара
- Нико МакБрэйн — ударные

## Персонал
- Мартин Бёрч — продюсер, звукооператор, микширование